# Ruby Wilson

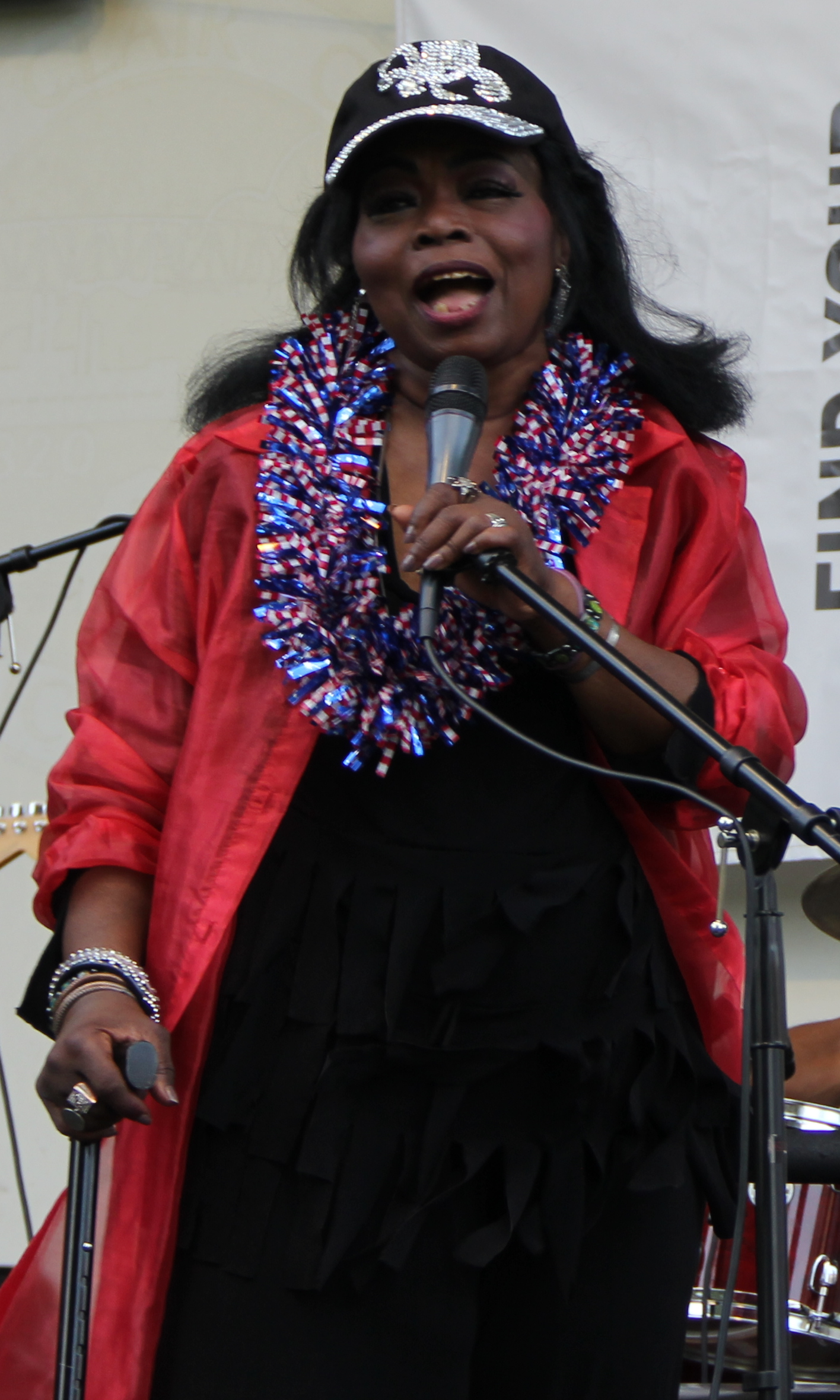
Ruby Wilson em show em 2016

Ruby Wilson (Fort Worth (Texas), 1948 – Memphis (Tennessee), 12 de agosto de 2016) foi uma cantora e atriz estadunidense de Blues e Gospel, conhecida como "A Rainha da Rua Beale".